# Éco-efficacité
L'Éco-efficacité est un outil de développement durable, qui permet de protéger l'environnement de manière profitable:  « faire plus avec moins ».

## Définition
Le WBCSD (World Business Council for Sustainable Development) propose la définition suivante de l’éco-efficacité :
" L'Éco-efficacité consiste à offrir des biens et des services à des prix compétitifs qui répondent aux besoins des hommes et leur apportent une qualité de vie, tout en réduisant progressivement les impacts environnementaux et la quantité des ressources naturelles nécessaires tout au long du cycle de vie des produits pour atteindre finalement un niveau qui soit en harmonie avec ce que peut supporter durablement la planète ".

## Les éléments de l'Éco-efficacité
1. Réduction de la demande des matières pour les biens et des services
2. Réduction de l’intensité énergétique pour les biens et des services
3. Réduction de la dispersion des substances toxiques
4. Augmentation de la récyclabilité des matières
5. Maximiser l’utilisation durable des ressources renouvelables
6. Augmentation de la durabilité des biens
7. Augmentation de l’intensité de service des biens et des services

## Indicateurs
- Le ratio d'éco-efficacité (p. ex. d’une filière de traitement de déchets) se calcule ainsi : {\textstyle {\frac {\Delta {\text{Coûts et bénéfices liés à la collecte et au traitement des déchets}}}{\Delta {\text{Impacts environnementaux}}}}}[1] (ratio des contributions à l'économie et aux problèmes environnementaux selon deux filières différentes). Ainsi, augmenter l'éco-efficacité de cette filière revient simplement à maximiser le ratio c'est-à-dire augmenter la contribution à l'économie et/ou minimiser la contribution aux impacts environnementaux[2].

- Les indicateurs de l’éco-efficacité mesurent:     {\textstyle {\frac {\Delta {\text{charge environnementale}}}{\Delta {\text{Utilité d’une unité de bien ou de service}}}}}

## Indicateurs d’intensité de l’énergie complémentaires
1. Intensité de l’énergie du cycle de vie  (intensité énergétique en amont et en aval des limites du projet)
2. Energie dépensée lors du transport des matériaux/énergie
3. Energie de transport du personnel impliqué